# Чемпіонат України з легкої атлетики в приміщенні 2023
Чемпіонат України з легкої атлетики в приміщенні 2023 серед дорослих був проведений 18-20 лютого в легкоатлетичному манежі Київської міської школи вищої спортивної майстерності.
Одночасно з основним чемпіонатом був проведений чемпіонат України з легкоатлетичних багатоборств у приміщенні.

## Хроніка змагань

### День 1
Станіслав Коваленко виконав норматив та здобув омріяний квиток на чемпіонат Європи в приміщенні, який пройде в Стамбулі на початку березня. Коваленко показав результат 6,60 у бігу на 60 метрів, встановив особистий рекорд і забрав золоту медаль. І все це після серії невдалих виступів у Європі та повної демотивації.
Анна Плотіцина стала 21-кратною чемпіонкою України, перемігши у бігу на 60 метрів з бар'єрами з результатом 8,10.
Олександр Онуфрієв порадував публіку яскравими стрибками з жердиною та особистим рекордом у приміщенні — 5,50.
Гарно виглядали і дівчата в бігу на 400 метрів. В усіх забігах участь брали топові легкоатлетки країни Катерина Карпюк-Климюк, Наталя Пироженко-Чорномаз, Тетяна Мельник та Анна Орлова. Але найцікавішим був перший забіг, де 20-річна Тетяна Харащукнав'язала гідну боротьбу Карпюк-Климюк.
Непередбачуваним та вражаючим був і жіночий забіг на 60 метрів, де зновe ж таки — перемогла досвідчена Вікторія Ратнікова з результатом 7,35. Але за золото сміливо боролася і 17-річна Діана Гончаренко, яка показала результат 7,42, встановила особистий рекорд та стала призеркою дорослого чемпіонату України у приміщенні.
Не затихав сектор і зі штовхання ядра. Там перемогу забрав Ігор Мусієнко з кращим особистим результатом у сезоні — 19,35.

### День 2
Справжня драма розгорнулася у секторі з жіночих стрибків у висоту. Одна з лідерок цього сезону Ірина Геращенко не відібралася на чемпіонат Європи, який відбудеться у Стамбулі. Іра без проблем долала всі спроби, починаючи з висоти 1,79 до 1,94. Але 1,96 їй підкорити не вдалося. А оскільки на чемпіонат Європи могди поїхати тільки 3 спортсменок, а Ярослава Магучіх була звільнена від відбору, то змагання проходили за 1 та 2 місце. Перше місце забрала Юлія Левченко з результатом 1,96. Друге — Катерина Табашник також з результатом 1,96. Обидві висотниці показали найкращі особисті результати в сезоні та вибороли поїздку до Стамбулу.
Цікавою була і боротьба у чоловічому фіналі бігу на 800 метрів. Запеклу боротьбу вели Олег Миронець, Владислав Фінчук та Юрій Кіщенко. Фінчук почав надшвидке фінішне прискорення за 250 метрів і здавалось, що перемога за ним. Але Миронець вирвав золоту медаль за 50 метрів до фінішу. Юрій Кищенко теж планував вигравати забіг, але на останньому віражі зіштовхнувся з Миронцем та втратив швидкість.
Також фінішну боротьбу на жіночих 800 метрах для постійної чемпіонки України серед молоді, а останнім часом і серед дорослих — Світлани Жульжик, нав'язала Дар'я Вдовиченко. Але виграти їй не вдалося.
Наталя Стребкова, яка повернулася з підготовчого збору в Кенії, мала виконувати норматив з бігу на 3000 метрів — 8.48. Вона хоч і фінішувала перша, але показала результат 9.21,84, що був сильно гірше за її особистий рекорд (8.54) та набагато слабше ніж відбірковий час на чемпіонат Європи в приміщенні.
Золоту медаль на 400-метрівці в черговий раз виборола Катерина Карпюк-Климюк. Вона показала найкращий особистий результат у сезоні — 54,17
Другого дня змагальну програму закінчили і багатоборці, які традиційно після виступу, пробігли післязмагальне коло разом. Більш того, на цей раз пліч-о-пліч бігли і жінки, і чоловіки.

### День 3
Найбільш видовищним видом третього дня змагань став чоловічий потрійний стрибок, де перемогу здобув Владислав Шепелєв, який встановив особистий рекорд 16,18, перевершивши свій попередній особистий рекорд на 22 см. Для Влада це була перша перемога на дорослому чемпіонаті у приміщенні.
У фіналі на 200 метрів змагався досвідчений Данило Даниленко та Дмитро Гладкий. Даниленко був другим у фінальному забігу, а Дмитро Гладкий — переможцем. Але після фінішу Гладкого дискваліфікували за порушення правил під час дистанції, тож переможцем став Даниленко.
Жіночі 3000 метрів з перешкодами виграла Богдана Семьонова. Востаннє вона бігла стипльчез у приміщенні у 2017 році, ще в юніорському віці. Але 2023 року знов вирішила спробувати свої сили і виборола золоту медаль з результатом 10.27,19.
Невелика суперечка сталася між бігунами на 1500 метрів. Щоправда, вже після фінішної лінії. Перемогу на дистанції здобув Ілля Кунін з новим особистим рекордом 3.48,43. Другим став Андрій Краковецький — 3.49,30. Хлопці мали вести один одного по 400 метрів, але Іллі на це не вистачило сил. Тому вже після перших 400 метрів лідерство забрав Краковецький і зберігав його до останніх 100 метрів. Після, на фінішну пряму вийшов Ілля та виграв у Андрія. У флеш-інтерв'ю Кунін розповів, що планувалося трохи інакше, але сил по дистанції було замало. Перед суперниками за недотримане слово вибачився.
У жіночому естафетному бігу 4×400 м вчергове перемогла команда міста Києва в складі: Тетяна Мельник, Наталія Пироженко-Чорномаз, Дар'я Вдовиченко та Поліна Науменко. Дівчата розповіли, що біг пройшов гладко, а передачі були чистими. Перемогою задоволені і на рекорди фанатам варто чекати на літніх стартах. Серед чоловіків переможцем в естафеті стала команда Сумської області у складі: Євген Швець, Максим Романов, Андрій Нечипоренко, Олександр Погорілко.

## Призери

### Чоловіки
| Дисципліни                | Золото                                                                           | Золото     | Срібло                                                            | Срібло     | Бронза                                                                                  | Бронза     |
| ------------------------- | -------------------------------------------------------------------------------- | ---------- | ----------------------------------------------------------------- | ---------- | --------------------------------------------------------------------------------------- | ---------- |
| 60 метрів                 | Станіслав Коваленко Дніпропетровська область                                     | 6,60 PB    | Андрій Васильєв Запорізька область                                | 6,74       | Ерік Костриця Волинська область                                                         | 6,75       |
| 200 метрів                | Данило Даниленко Волинська область                                               | 22,02 SB   | Дмитро Янчик Київ                                                 | 22,42      | Кирило Приходько Донецька область                                                       | 22,84      |
| 400 метрів                | Олександр Погорілко Сумська область                                              | 47,59 SB   | Микита Барабанов Запорізька область                               | 47,92 SB   | Ростислав Голубович Черкаська область                                                   | 49,10 PB   |
| 800 метрів                | Олег Миронець Чернівецька область                                                | 1.53,17    | Владислав Фінчук Київ                                             | 1.53,39    | Юрій Кіщенко Київ                                                                       | 1.54,34    |
| 1500 метрів               | Ілля Кунін Дніпропетровська область                                              | 3.48,43 PB | Андрій Краковецький Вінницька область                             | 3.49,30 PB | Дмитрій Ніколайчук Київ                                                                 | 3.49,95 PB |
| 3000 метрів               | Роман Ростикус Львівська область                                                 | 8.16,48 SB | Андрій Атаманюк Хмельницька область                               | 8.16,60 PB | Василь Коваль Житомирська область                                                       | 8.18,52 SB |
| 60 метрів з бар'єрами     | Олег Кукота Київ                                                                 | 7,98       | Віктор Солянов Київ                                               | 7,99 SB    | Денис Слюсар Київ                                                                       | 8,25       |
| 3000 метрів з перешкодами | Василь Коваль Житомирська область                                                | 8.45,46 SB | Роман Ростикус Львівська область                                  | 8.55,58 SB | Василь Сабуняк Київ                                                                     | 8.57,25 PB |
| 4×400 метрів              | Сумська областьЄвген Швець Максим Романов Андрій Нечипоренко Олександр Погорілко | 3.18,57    | КиївАнтон Шмаровоз Дмитро Ковальчук Юрій Кіщенко Владислав Фінчук | 3.20,62    | Черкаська областьМикола Стаднік Денис Нечипоренко Костянтин Кишкань Ростислав Голубович | 3.22,79    |
| Стрибки у висоту          | Роман Петрук Житомирська область                                                 | 2,26 PB    | Вадим Кравчук Львівська область                                   | 2,20       | Дмитро Яковенко Кіровоградська область                                                  | 2,10       |
| Стрибки з жердиною        | Олександр Онуфрієв Дніпропетровська область                                      | 5,50 PB    | Іван Єрьомін Дніпропетровська область                             | 5,10       | Кирило Кіру Вінницька область                                                           | 4,80 SB    |
| Стрибки у довжину         | Ярослав Ісаченков Харківська область                                             | 7,64       | Руслан Касьянов Львівська область                                 | 7,47       | Андрій Махаринський Київ                                                                | 7,41 PB    |
| Потрійний стрибок         | Владислав Шепелєв Одеська область                                                | 16,18 PB   | Володимир Данильченко Дніпропетровська область                    | 15,84 PB   | Артем Коноваленко Донецька область                                                      | 15,33      |
| Штовхання ядра            | Ігор Мусієнко Сумська область                                                    | 19,35 SB   | Віктор Самолюк Київська область                                   | 17,20      | Віктор Климук Київ                                                                      | 16,89      |
| Семиборство               | Вадим Адамчук Вінницька область                                                  | 5150       | Руслан Касьянов Львівська область                                 | 5044       | Артем Міщенко Київська область                                                          | 4939       |

### Жінки
| Дисципліни                | Золото                                                                         | Золото      | Срібло                                                                             | Срібло      | Бронза                                                                               | Бронза      |
| ------------------------- | ------------------------------------------------------------------------------ | ----------- | ---------------------------------------------------------------------------------- | ----------- | ------------------------------------------------------------------------------------ | ----------- |
| 60 метрів                 | Вікторія Ратнікова Запорізька область                                          | 7,35        | Діана Гончаренко Сумська область                                                   | 7,42 PB     | Анастасія Осокіна Дніпропетровська область                                           | 7,55        |
| 200 метрів                | Тетяна Кайсен Дніпропетровська область                                         | 23,99 PB    | Тетяна Мельник Київ                                                                | 24,46       | Анна Дорофєєва Вінницька область                                                     | 25,41       |
| 400 метрів                | Катерина Карпюк Запорізька область                                             | 54,17 SB    | Анна Орлова Дніпропетровська область                                               | 54,48 PB    | Наталія Пироженко-Чорномаз Київ                                                      | 55,11       |
| 800 метрів                | Світлана Жульжик Рівненська область                                            | 2.09,38     | Дар'я Вдовиченко Київ                                                              | 2.09,72 SB  | Оксана Долинчук Донецька область                                                     | 2.11,07 SB  |
| 1500 метрів               | Наталія Кроль Рівненська область                                               | 4.24,12 PB  | Уляна Рачинська Львівська область                                                  | 4.26,22 PB  | Вікторія Шкурко Київська область                                                     | 4.26,41 PB  |
| 3000 метрів               | Наталія Стребкова Тернопільська область                                        | 9.21,84     | Вікторія Шкурко Київська область                                                   | 9.29,24 PB  | Євгенія Прокоф'єва Київ                                                              | 9.38,21 PB  |
| 60 метрів з бар'єрами     | Анна Плотіцина Київська область                                                | 8,15 SB     | Наталія Юрчук Рівненська область                                                   | 8,37        | Ганна Чубковцова Київ                                                                | 8,37        |
| 3000 метрів з перешкодами | Богдана Семьонова Донецька область                                             | 10.27,91 PB | Олена Коваль Житомирська область                                                   | 10.51,49 PB | Анна Шустова Київ                                                                    | 11.11,93 PB |
| 4×400 метрів              | КиївТетяна Мельник Поліна Науменко Дар'я Вдовиченко Наталія Пироженко-Чорномаз | 3.45,60     | Вінницька областьНаталія Бесідовська Анастасія Іванова Анна Дорофєєва Марія Черкас | 3.48,80     | Дніпропетровська областьМарія Тимошенко Евеліна Заїка Єлизавета Кобелєва Анна Орлова | 3.54,88     |
| Стрибки у висоту          | Юлія Левченко Київ                                                             | 1,96 SB     | Катерина Табашник Харківська область                                               | 1,96 SB     | Ірина Геращенко Київ                                                                 | 1,92        |
| Стрибки з жердиною        | Анна Дудніченко Київ                                                           | 3,60 SB     | Тетяна Гамора Харківська область                                                   | 3,60 SB     | Ольга Лапузова Харківська область                                                    | 3,20 SB     |
| Стрибки у довжину         | Ірина Нерубальщик Харківська область                                           | 6,38        | Оксана Мартинова Харківська область                                                | 6,37 SB     | Дар'я Діханова Харківська область                                                    | 5,84 SB     |
| Потрійний стрибок         | Олександра Чернуха Хмельницька область                                         | 13,19 PB    | Марія Сіней Київ                                                                   | 13,12       | Аліна Лістунова Хмельницька область                                                  | 12,93 PB    |
| Штовхання ядра            | Марія Ларіна Донецька область                                                  | 14,75       | Софія Ромасюк Харківська область                                                   | 14,54       | Наталія Урсуленко Донецька область                                                   | 13,99 SB    |
| П'ятиборство              | Юлія Лобан Київська область                                                    | 4468        | Дарина Слобода Київська область                                                    | 4144        | Тетяна Білик Харківська область                                                      | 4135        |